# Annalen der vier Meister

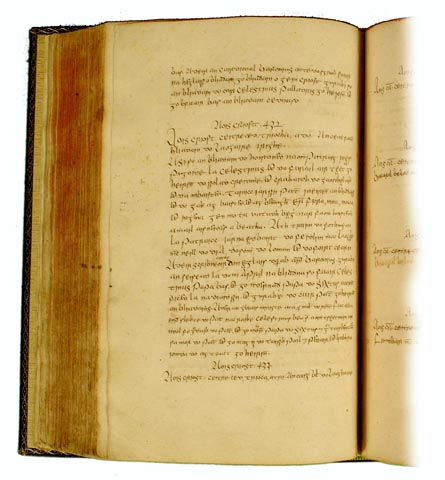
Annalen der vier Meister.

Die Annalen der vier Meister (irisch: Annála Ríoghdhachta Éireann, englisch: Annals of the Four Masters, lateinisch: Quatuor Magistrorum Annales Hibernici) ist die umfangreichste mittelalterliche Chronik Irlands. Sie wurde zu Beginn des 17. Jahrhunderts von Mícheál Ó Cléirigh und weiteren Bearbeitern aus mehreren Quellen zusammengetragen, die im Original nicht erhalten geblieben sind. Der Text in irischer Sprache beginnt mit der Sintflut und erstreckt sich bis in das Jahr 1616. Die Geschehnisse vor Christi Geburt werden in Weltjahren (A. M.) ab der Erschaffung der Welt mit der Epoche 5200 v. Chr. gezählt. Die Sintflut wird auf das Jahr 2242 A. M. datiert. Mit Christi Geburt im Jahr 5200 A. M. wechselt die Zählung zur christlichen Epoche.

## Erhaltene Handschriften
Es gibt sechs erhaltene Handschriften:
- Drei der Handschriften gehören der Royal Irish Academy in Dublin. Die erste besteht aus 522 Seiten und deckt die Zeit von 2242 A. M. bis 1171 ab. Es lassen sich in ihr fünf verschiedene Handschriften erkennen, darunter auch die von Mícheál Ó Cléirigh.
- Die zweite Handschrift der Royal Irish Academy umfasst die Zeit von 1170 bis 1616.
- Ferner besitzt die Royal Irish Academy eine Abschrift des ersten Teils, die im Haus des Charles O’Conor of Belanagare entstanden ist.
- Das University College Dublin besitzt eine Handschrift mit Einträgen von 2242 A. M. bis 1169. Auch hier ist die Handschrift von Mícheál Ó Cléirigh erkennbar, wobei auch andere beteiligt waren. Zusätzlich finden sich Randnotizen von John Colgan.
- Die Bibliothek des Trinity College in Dublin besitzt ein 466-seitiges Manuskript, das die Zeit von 1334 bis 1605 abdeckt und von Conaire Ó Cléirigh zusammen mit zwei weiteren Kopisten übertragen wurde.
- Zusätzlich besitzt das Trinity College in Dublin eine von Hugh O’Mulloy in den Jahren 1734 und 1735 für John O’Fergus angefertigte Kopie der erstgenannten Handschrift.